# Клин (остров)
Клин — остров архипелага Северная Земля. Административно относится к Таймырскому Долгано-Ненецкому району Красноярского края.
Расположен в восточной части архипелага в северо-восточной части залива Ахматова на расстоянии около 400 метров от побережья острова Большевик, к юго-западу от мыса Дальний.
Имеет вытянутую с юга на север заострённую к югу форму чуть более километра в длину. Берега ровные и пологие. Существенных возвышенностей на острове нет.

## Топографические карты
- Лист карты T-48-VII,VIII,IX залив Ахматова. Масштаб: 1 : 200 000. Состояние местности на 1982 год. Издание 1988 г.